# Pala di San Marco
Pala di San Marco  ali Oltarna slika San Marco (znana tudi kot Madona in svetniki) je slika italijanskega zgodnjerenesančnega slikarja Fra Angelica, ki je v muzeju samostana sv. Marka v Firencah v Italiji. Naročil jo je Cosimo de' Medici Starejši, dokončana pa je bila nekje med letoma 1438 in 1443.
Poleg glavne plošče, na kateri je upodobljena Marija na prestolu in otrok, obkrožena z angeli in svetniki, jo je spremljalo še devet enot predele, ki pripovedujejo legendo o zavetnikih, svetnikih Kozmi in Damjanu. V samostanu svetega Marka v Firencah je danes možno videti le glavno ploščo, skupaj z dvema ploščama predele z upodobitvami svetnikov, ki so jih muzeju kupili leta 2007.
Pala di San Marco je znana kot ena najboljših zgodnjerenesančnih slik zaradi svoje metafore in perspektive, trompe l'oeil ter prepletanja dominikanskih verskih tem in simbolov s sodobnimi političnimi sporočili.

## Ozadje
Ko je dominikanski red zahteval lastništvo cerkve in samostana sv. Marka, so ugotovili, da so bile stavbe močno zanemarjene in potrebne sponzorstva za obnovo. Cosimo de' Medici in njegov brat Lorenzo di Giovanni de' Medici sta najela arhitekta Michelozza za obnovo samostana. Kot običajno so cerkev ponovno posvetili in vključili zavetnika svetnika Kozmo in Damjana ter prvotni eponim Sveti Marko. Svetniki zavetniki Medičejcev so bili vidno vključeni v posvetilo, saj so bratje vztrajali, da sta imela Cosimo in njegovo bogastvo ključno vlogo pri ustanovitvi samostana.
Po pridobitvi pokroviteljskih pravic nad korom in glavnim oltarjem leta 1438 sta brata Medici uresničila svoje načrte, da bi obstoječo oltarno sliko Lorenza di Niccolòja, nadomestila z eno od svojih. Cosimo de' Medici je bratu v dominikanski skupnosti z imenom Fra Angelico naročil novo oltarno podobo, pa tudi dodatne freske v celicah, hodnikih obnovljenega samostana. Toda Medici si niso prislužili pravic samo do samostana sv. Marka, temveč tudi do drugih cerkva, tako da so svojo teritorialno prisotnost razširili po celotni dolžini ulice Via Larga, na drugem koncu katere so stala družinska prebivališča  in celo sponzorirali Feste de' Magi, ekstravagantno uprizoritev procesije Treh kraljev od Herodove palače v Jeruzalemu do hleva v Betlehemu.
Neposredna roka Medičejcev v zadevah Feste de' Magi, Firence kot simbol za Sveto deželo in Sv. Marko kot končni cilj in simbol Betlehema so zagotovo služile položaju Medičejcev. Za Medičejce je bil festival bolj politični instrument kot karkoli drugega. Florentinci so se zgrinjali v Sv Marka, da bi videli pravo oltarno sliko med procesijo Festa de' Magi, ko so 'trije kralji' vstopili v kor in se poklonili otroku Kristusu. Vladavina Medičejcev nad Sv. Markom in Cosimovo pokroviteljstvo nista bila le izraz dominikanskega obreda, temveč tudi opora za politični razvoj.

## Opis
Pala di San Marco prikazuje portret Device in otroka, ki sedi na prestolu, obkrožena s svetniki in angeli. Formalni elementi so inovativni za sodobno oltarno sliko Device in otroka, saj postavitev likov ustvarja globoko oddaljen in logičen prostor pred pokrajinskim ozadjem. Zavesa z granatnim jabolkom za Devico in otrokom vzpostavlja jasno vodoravno črto, ki ločuje dogodke, upodobljene na sliki, od pokrajine za njo. Oltarna slika se nahaja na takrat novo izumljeni enojni pravokotni plošči, ki pomaga tipično slikarsko stojalo spremeniti v glavno podobo oltarne slike. Predstavljanje figur, postavljenih v skladnem slikovnem prostoru, je bila tudi nova tehnika, ki jo je uporabil Angelico. Čeprav so svetniki in angeli delno prekriti, je v ospredju določena črta, ki jo ustvarjajo umikajoči se kvadrati preproge, ki sliki dodajo globino. Angelicova uporaba prostora je izjemna, saj ustvarja občutek ravnovesja na obeh straneh Device in otroka, hkrati pa pušča na voljo prostor na preprogi, ki se približuje Devici in otroku, tako da se gledalec ne počuti blokiranega ali preobremenjenega. Ta simetrija in vrstni red bi vernikom omogočili, da si sliko od daleč jasno ogledajo.
Uporablja tudi naturalistične učinke svetlobe in barv v kombinaciji z različnimi barvami in vzorci. Naravne barve prispevajo k nekoliko temnejši polti slike, kar lahko poudari sveto svetost trenutka. Omeniti velja njegovo uporabo rdečih in modrih tradicionalnih barv Device in svetih Kozme in Damjana. Z oblačenjem tako klečečih svetnikov kot tudi več angelov v rdečo obleko Angelico ustvari navpično povezavo in dodatno geometrijsko stabilnost. Simetrija, ki izhaja iz slik in barv, omogoča gledalcu povečavo in ustvarja nemoteno, neprekinjeno gibanje od figure do figure, ki sčasoma prispe do Device z otrokom v središču. Na desni je sveti Damjan pod notranjim kotom pokleknil proti sredini in počastil Devico z otrokom, ki gledalca usmerja pogled proti izginjajoči točki slike na Devičini bradi. Devica in otrok sta natančno prikazana na presečiščih navpične in vodoravne osi in postavljena nad Angelicov trompe l'oeil prikaz križanja.
Angelica lahko kritiziramo zaradi nepopolne uporabe merila. Čeprav sedijo na podstavku, se Devica in otrok ne zdita veliko večja od ostalih likov, kar kaže na pomanjkanje merila, ki bi glavne subjekte ločevalo od drugih smrtnikov. Če sploh, bi morala biti Devica in otrok manjša zaradi večje oddaljenosti od gledalca. Čeprav ustvarja občutek globine, je razdalja do prestola minimalna, kar nekateri zgodovinarji razumejo kot pomanjkanje strahu do svetih figur. Oltarna slika tako velja za radikalen odmik od občutljivih modelov, znanih v dominikanski umetnosti. Upoštevati je treba tudi, da je Pala di San Marco eden najzgodnejših primerov sacra conversazione ('sveti pogovor'), vrsta podobe, ki prikazuje Devico in otroka med svetniki v enotnem prostoru in na enem slikovnem polju, namesto da bi jih popolnoma ločila.

## Svetniki
Svetniki imajo bistveno vlogo v strukturi in programu oltarne slike. Svetnika zavetnika, Kozma in Damjan, sta najbolj komentirana na temo slike kot priprošnjika med Devico in Otrokom. Svetniki v ospredju najbolj neposredno klečijo, zaradi česar so večji od preostalih figur in pomenijo njihov pomen. Sveti Kozma je videti kot glavna sogovornikova figura, saj zrcali pogled gledalca in gleda naravnost v gledalca. To vzpostavi občutek dostopnosti slike s strani gledalca. Predstavitev svetega Kozme je poklon Cosimu de' Medici, saj je bil prepoznan kot portret samega Cosima. Na desni, sveti Damjan zavzame pričakovano držo dominikanskega častilca, ki kaže spoštljivo predanost. Njegov položaj, kot je zapisano zgoraj, prispeva h gledalčevi vizualni poti proti središču slike. Če pogledate previdno, svetnika Kozma in Damijan tvorita dve osnovi trikotnika, katerega vrh sta Devica in Otrok. Na skrajni levi sveti Lovrenc, ki zastopa Cosimovega brata Lovrenca, tudi gleda proti gledalcu kot vabilo v sveti prostor Device in otroka. Zastopa tudi Cosomovega pokojnega brata Lorenza. Poleg svetega Lovrenca je sveti Janez Evangelist, ki stoji za Cosimovim očetom Giovannijem di Bicci de' Medici in Cosimovim sinom Giovannijem de Medici. Sveti Marko, zavetnik cerkve, je viden poleg svetega Janeza Evangelista, ki drži odprt kodeks nad glavo svetega Kozme, kar je obravnavano v nadaljevanju (Simboli). Na desni strani slike sta sveti Dominik, najbližji Devici in sveti Peter mučenik, najbližji gledalcu, kot je upodobljen 2. dominikanski svetnik. Osrednji svetnik na desni strani je sveti Frančišek, ki pomeni Cosimovega starejšega sina Piera in najverjetneje Lorenzovega sina Pier Francesca.

## Metafore in perspektiva
Dve metafori perspektive, uporabljeni v oltarni sliki sv. Marka, sta odprto okno in ogledalo. Metafora odprtega okna perspektive pomeni kontinuiteto med resničnim prostorom in prostorom slike, podobno pa zrcalna metafora deli realno in imaginarno, kar kaže na ujemanje med gledalčevim in fiktivnim svetom slike. Izmišljene zavese v zgornjih kotih slike na primer opozarjajo na alternativnost (ali drugačnost) prizora tako, da opozarjajo na površje. Angelico z odkritjem poslikanih zaves gledalca privleče na sliko, kot da gre za občinstvo, ki gleda predstavo. Hkrati pa dejstvo, da so zavese resnične, potegne črto med opazovanjem slike in vstopom na prizorišče. Pax, ki prikazuje Jezusovo križanje, je zgledna uporaba trompe l'oeil in ustvarja drugo plast metafore odprtega okna. Kot na večini drugih slik, ki uporabljajo to tehniko, se tudi Angelico zdi, kot da pax dejansko prebiva na ravni slike. Je jasen znak za zaustavitev, ki gledalcu omogoča, da se približa sliki, vendar le do določene točke. Okrepi verodostojnost tridimenzionalnega prostora za njim, hkrati ustvarja meje in blokira dostop do izmišljenega, nebeškega prostora slike. Zrcaljenje, kot ponazarjajo svetniki, pomaga vzpostaviti korelacijo med svetom zbora in podobami na sami sliki. Kot že omenjeno, svetniki v ospredju posnemajo mimiko gledalca proti izginjajoči točki in tako označujejo prisotnost gledalcev, vendar le začasno. Ko sveti Kozma strmi proti gledalcu, prizna njegovo prisotnost, vendar med gledalcem in božanskim prizorom obstaja meja. Z drugimi besedami, tako realni kot izmišljeni svet sta povezana in tisti v resničnem svetu vabljeni, da opazujejo, vendar ne sodelujejo v celoti v idealnem nebeškem svetu. Zrcalna metafora tako omogoča gledalcu, da se počuti povezan z mirom, metafora okna pa mu daje slutnjo slikovne vizije nebes, vendar Fra Angelico uporablja tudi križanje pax in zavese, da gledalca spomni na zaprto, 'zastekljeno' naravo iluzije. Na tej sliki metafore perspektive ustvarjajo hkratne občutke odsotnosti, prisotnosti in refleksije.

## Simboli
V zgodnjih dneh dominikanskega reda so na oltarnih nastavkih smeli biti le kiparski ali poslikani križi. Razpelo je ostalo temeljna sestavina opreme oltarja, saj je predstavljalo najbližjo vzporednico z mašo in posvetitvijo Kristusovega telesa in krvi. Zlato ozadje, arhaična figura in skoraj pozlačen oltarni križ oltarja San Marco jasno kaže, da naj bi ga obravnavali kot ločeno sliko. Dejstvo, da povečuje naturalizem dela, ki stoji za njim, zaradi videza druge slike, ki ni dejanski del scene, je popoln primer trompe l'oeil. Poleg samega paxa Križanja ima pomembno vlogo tudi njegova postavitev glede na spodnjo predelo. Angelico je Polaganje v grob postavil neposredno pod Križanje na glavni plošči, kar daje oltarni sliki evharistično funkcijo. Pozicioniranje tematsko in vizualno povezuje križanje in pokop, tako da eno nasledi drugo. Križanje pax lahko tudi aludira na povezavo med svetniki Kozmo in Damijanom, saj sta bila tudi obsojena na križanje, kot je prikazano na desnem koncu traku predele. Primerjava Kristusa z zavetniki, te še dvigne na piedestal. Pax, zahvaljujoč učinku trompe l'oeil, gledalca opozarja, da sta človeški in Kristusov svet povezana. S kombinacijo verskih in političnih namigov Angelico hvali družino Medici in nakazuje, da je božanska volja določala njihovo politično usodo v mestu, nad katerim je Cosimo imel vedno več nadzora.
Upodobljen je sveti Marko, ki drži odprt kodeks neposredno nad glavo svetega Kozme. Knjiga je zelo pomemben simbol, saj povezuje oba svetnika z izvirnimi Jezusovimi učenci. Knjiga je odprta na 7. poglavju Markovega evangelija, v katerem evangelist pripoveduje, kako je Jezus pridigal v sinagogi in povzročil začudenje. Ena vrstica v poglavju pravi: »In oni [apostoli] so mazali z oljem moške, ki so bili bolni, in jih ozdravljali«. Kot zdravnik svetnik z zdravilnimi sposobnostmi, sta svetnika Kozma in Damijan povezana kot Jezusova učenca. Angelico uporablja besedilo v svoji oltarni sliki na obsežen in aluziven način, ki presega verze, ki so dejansko zapisani na sliki.
Pokrajina in venci vrtnic imajo zanje tudi liturgično komponento. V 24. poglavju Siraha piše: »Bil sem povišan kot cedra v Libanonu in kot čempres na gori Sion. Bil sem povišan kot palma v Cadesu in kot vrtnica v Jerihu in kot lepa oljka na prijetnem polju, in zrasel kot platana ob vodi«. Naslikana pokrajina vsebuje različna drevesa palme, ciprese, pomaranče in granatna jabolka. Vrtnice, omenjene v besedilu, visijo v oltarni sliki, skoraj z nevidno nitjo. Zadaj žametno mehki griči zvonijo na obalo širokega mirnega morja, ki se razprostira pod oblakom napolnjenim nebom do obzorja, tik nad Devico Marijo in otrokom. Zagotovo lahko sklepamo, da pokrajina ni bila naslikana tako, kot je bila zaradi preprostih estetskih namenov, ampak da bi jo povezali tudi z liturgičnim siraškim besedilom.
V samem središču slike je goli otrok Kristus upodobljen kot Kralj kraljev in Božanski vladar na svojem prestolu. Njegova odvisnost od materine fizične podpore je skoraj dvoumna. Jezus dviga desnico v blagoslov in ima kroglo v levi roki. Jezusova desnica, kot je razvidno iz mnogih drugih verskih del, blagoslavlja vse, ki usmerjajo svoje molitve in pozornost proti njemu, tudi člani zbora; pomeni njegovo avtoriteto. Njegova leva roka drži kraljevo kroglo. Ta krogla je zemljevid sveta in ob natančnem pregledu lahko vidimo, da je Sveta dežela na krogli označena z zvezdo. To ponazarja zvestobo, ki bi jo imeli do Jezusa in vero, ki bi jo imeli v njegovo znanje o zemlji in kako jo je treba voditi.
Zelo pomembne so tudi zavese in vrtnice v zgornjih kotih oltarne slike. Potegnjene zavese se odmaknejo čez stranice okvirja in dobesedno razkrijejo, kaj se skriva zadaj. Ker pa zavese niso povsem raztegnjene, lahko domnevamo, da ta izmišljena podoba nebes ni samoumevna, ker se zavese lahko kadar koli zaprejo. Obešeni venci iz belih, roza in rdečih vrtnic poudarjajo nežen, prehoden prizor. Tako kot rože umirajo brez vode, lahko tudi prizor izgine, če ga ne cenimo dovolj.
Bogata, elegantna anatolska preproga, ki krasi kraljevo ogrado, nosi rumeno obrobo, ki jo naokoli označuje rdeča paleta Medici. V njem so tudi zodiakalni rak in ribe, ki morda simbolizirajo začetek in konec firenškega sveta. Preproga je le še en način, kako bi Medičejci lahko podali izjavo o politični moči z versko umetnostjo.

## Religiozni pomen
Fra Angelico je ikonografijo oltarne slike v sv. Marku načrtoval na dominikanske teme. Na sliki se Angelico sklicuje na prakse dominikanske maše. Tako kot sta diakon in poddiakon pokleknila, medtem ko sta pomagala dominikanskemu duhovniku med mašo, svetnika Kuzma in Damijan poklekneta v tej oltarni sliki. Duhovnik bi med mašo tudi stal v središču oltarja, da bi ponovno uprizoril Kristusovo žrtev. Angelico to versko prakso vključuje skozi vertikalno usmerjen pax križanega Kristusa v središču, da gledalčeve oči pripelje do Marije, ki drži Jezusa. Svetniki, ki obkrožajo Devico in otroka, se zdijo predstavniki dominikanske kongregacije nasploh.
Dominikanske oltarne slike so tradicionalno poudarjale odnos dominikanskega reda do Kristusa in apostolov. Dominikanci so v Kristusu videli posrednika v odnosu med človekom in Bogom. Dominikanska sveta Katarina Sienska je v Dialogu zapisala: »Kristus je most, ki se razteza od neba do zemlje in združuje zemljo človeškega človeštva z veličino božanstva«. Križanje pax, ki se kot prej uporablja, da gledalcu približa sliko do določene točke, prav tako povezuje Kristusov pasijon in Božji svet v svet človeka. Poudarja oddaljenost naslikanega kraljestva, hkrati pa tudi možnost preseganja skozi Kristusa in žrtvovanja.
Matinova himna je drugo besedilo, na katerega Angelico aludira na sliki. V hvalnici piše: »Kdor je naredil vse, je ves svet držal v roki, tudi v maternici svoje matere.« Položaj otroka na tej oltarni sliki je povezan s tem besedilom. Ko Jezus gol sedi v naročju svoje matere in v levi roki drži kraljevsko kroglo in globus sveta, se mu da občutek ranljivega otroštva, kot da bi bil še vedno odvisen od svoje matere v njeni maternici, vendar kljub temu dobesedno poseduje svet v svojih rokah, ne glede na to, kako mlad je.
Sveti Tomaž Akvinski, eden največjih dominikancev, ki so živeli, je sestavil latinsko besedno zvezo Contemplata Aliis Tradere, ki se prevede kot Da bi drugim prenašali premišljene stvari, se nanaša na to besedilo. Sveti Marko strogo teološke in liturgične vidike oltarne slike ('stvari, o katerih se razmišlja') pri oznanjevanju usmerja proti koncu ('predaja drugim'). Sveti Akvinski je tudi dejal, da zakrament evharistije ustvarja duhovno skupnost, ki je nepopolna različica tiste, ki jo uživajo svetniki v nebesih, kar zelo spominja na postavitev oltarja sv. Marka.
Neposredna namigovanja na dominikanske prakse in druge verske simbole dopolnjujejo Vasarijeva ugotovitev, da umetniški simboli in figure Fra Angelica izražajo globino in iskrenost njegove krščanske pobožnosti.

## Obnova
Pala di San Marco se je v 19. stoletju soočila z velikim čiščenjem. Čiščenje z uporabo kavstične sode, drgnjenje površine slike do podbarvanja je povzročilo, da je slika izgubila večino svoje glazure, ki je dajala nianse svetlobe in barv. Vse subtilne modulacije barve in svetlobe, ki jih je Angelico uporabil z a povečanje še vedno gibajočega se patosa obrazov, kakršen je bil sv. Lovrenc, so bili odstranjeni. Na spodnjih robovih draperije na sliki so še vedno manjše sledi senc, ki kažejo na to, kako je Angelico dal srednjeveški enačbi zemeljske in nebeške lepote novo neposrednost, tako da jo je prevedel v racionalni jezik reprezentativnega sloga. Poleg tega, kot Angelico nakazuje na druge načine, je bila posteklitev tehnika, s katero so ustvarili še eno mejo med resničnim svetom in slikovno iluzijo.